# Línea 533 (Mar del Plata)
La línea 533 es una línea de colectivos del Partido de General Pueyrredón perteneciente a la empresa 12 de Octubre S.R.L., antiguamente operado por Transporte 25 de Mayo Esta línea está identificada con el color verde. El servicio cuenta con SUBE .

## Recorrido
Haciendo Click Aquí podrán consultarse los recorridos de la Línea 533.

### Shopping ex Terminal

#### Ida
Beruti - Av. Fermín Errea - Strobel - Dante Alighieri  - Florisbelo Acosta - T. Stegagnini - Leguizamon Onésimo - Beruti - Av. M. Champagnat - Av. Libertad - Malvinas - 9 de Julio - Salta - Av. Pedro Luro - Av. Patricio Peralta Ramos - Buenos Aires - Av. Colón - Las Heras.

#### Vuelta
Sarmiento - Gascón - Lamadrid - Av. Patricio Peralta Ramos - Diagonal Alberdi Sur - Av. Pedro Luro - Catamarca - 25 de Mayo - San Juan - 3 de Febrero - Teodoro Bronzini - Av. Libertad - Av. M. Champagnat - Beruti - Leguizamon Onesimo - T. Stegagnini - Florisbelo Acosta - Dante Alighieri - Strobel - Av. Fermín Errea - Beruti.

### Gruta-Puerto

#### Ida
Beruti - Av. Fermín Errea  - Strobel - Dante Alighieri - Florisbelo Acosta - T. Stegagnini - Leguizamon Onesimo - Beruti - Av. M. Champagnat - Av. Libertad - Malvinas - 9 de Julio - Salta - Av. Pedro Luro - Av. Patricio Peralta Ramos - Buenos Aires - Av. Colón - Las Heras - Castelli - Buenos Aires - Bernardo O'Higgins - Martín Miguel de Güemes - Marcelo T. Alvear - Magallanes - Av. De Los Pescadores - Marlín.

#### Vuelta
Mariluz 2 - Av. Dorrego - Av. De Los Pescadores - 12 de Octubre - Cerrito - Av. Juan B Justo - Tucumán - Alvarado - Sarmiento - Gascón - Lamadrid - Av. Patricio Peralta Ramos - Diagonal Alberdi Sur - Av. Pedro Luro - Catamarca - 25 de Mayo - San Juan - 3 de Febrero - Teodoro Bronzini - Av. Libertad - Av. M. Champagnat - Beruti - Leguizamon Onesimo - T. Stegagnini - Florisbelo Acosta - Dante Alighieri - Strobel - Av. Fermín Errea - Beruti